# Sesamo apriti/Vecchie auto
Sesamo apriti/Vecchie auto è un singolo dei I Babau, inciso insieme ai bambini di Sesamo diretti da Renata Cortiglioni, con l'accompagnamento musicale del complesso di Rino De Filippi, pubblicato nel 1978 dalla RCA Original Cast.
Nella versione originale, i due pezzi erano cantati dalle voci dei Muppet (in Italia chiamati Babau) assieme ad un coro di bambini chiamati nello spettacolo originale The Kids.

## Lato A
Il testo italiano del singolo, scritto da Rosalba Oletta su musica originale americana di Joe Raposo, Jon Stone e Bruce Hart era la sigla della serie televisiva americana omonima.

## Lato B
Sul lato B è incisa "Vecchie auto", un brano contenuto nel programma statunitense, scritta dagli stessi autori del lato A.